# Beregfogaras
Beregfogaras (ukránul: Зубівка) település Ukrajnában, Kárpátalján, a Munkácsi járásban.

## Fekvése
Munkácstól délkeletre, Kisrétfalu és Beregkisalmás közt fekvő település.

## Története
1910-ben 353 lakosából 5 magyar, 18 német, 330 ruszin volt. Ebből 10 római katolikus, 332 görögkatolikus, 11 izraelita volt.
A trianoni békeszerződés előtt Bereg vármegye Munkácsi járásához tartozott.